# 新潟聖籠スポーツセンター
新潟聖籠スポーツセンター（にいがたせいろうスポーツセンター）は、新潟県北蒲原郡聖籠町にあるサッカー練習場を中心としたスポーツ施設である。通称はアルビレッジ。運営管理は特定非営利活動法人新潟スポーツコミュニティが行っている。
日本プロサッカーリーグ（Jリーグ）に加盟するアルビレックス新潟（以下、アルビレックス）が練習施設の一つとして使用している。

## 概要
新潟県、新潟市、聖籠町、株式会社アルビレックス新潟（アルビレックスの運営会社）からの補助金と日本サッカー協会の「サッカーを中心としたスポーツ環境整備モデル事業」の助成金を受けて、新潟東港工業用地（サッポロビール新潟ビール園の跡地）に建設された総合型スポーツ施設。アルビレックスの他に、アルビレックス新潟レディースやJAPANサッカーカレッジ、アルビレックスの下部組織などが練習場として使用している。

## 主な施設

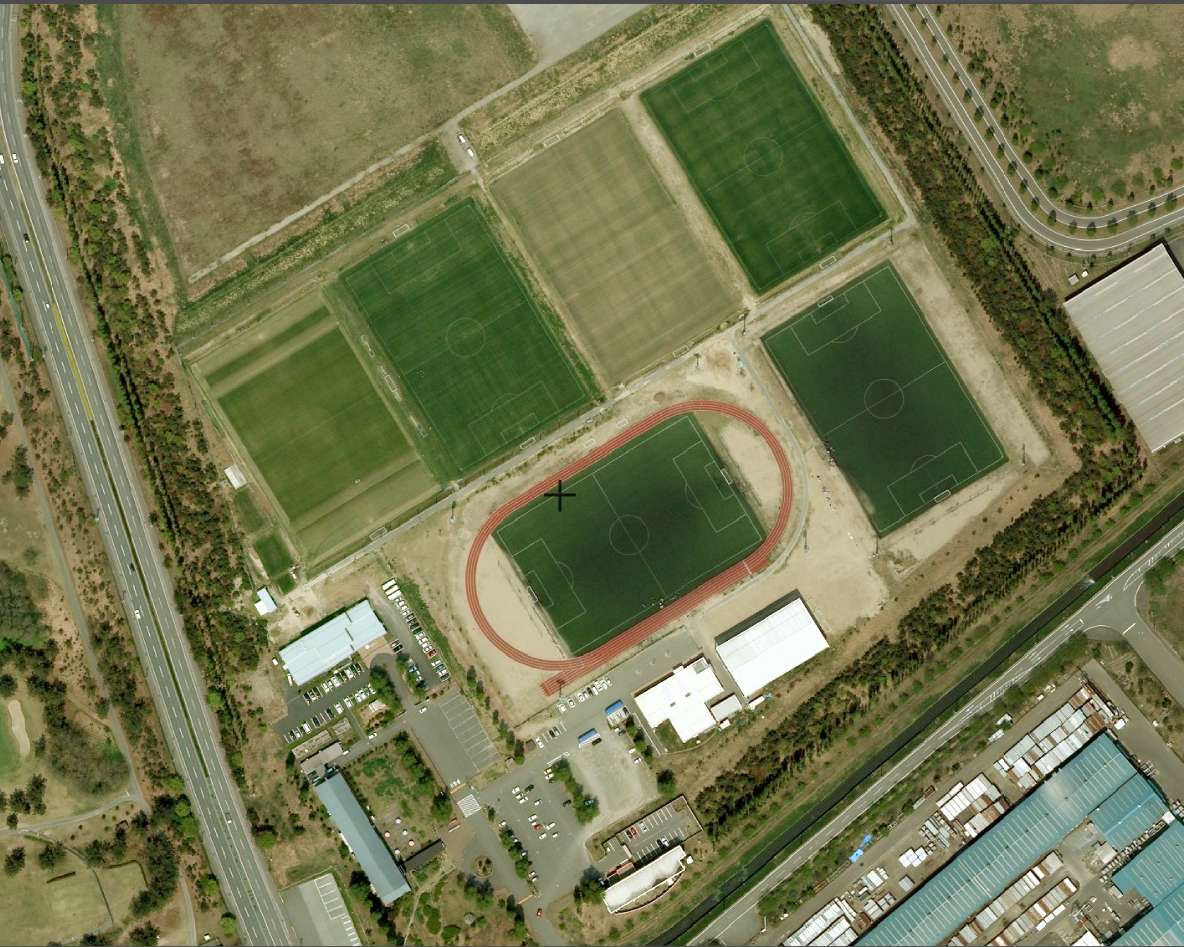

### クラブハウス
- フィットネスジム
- ミーティングルーム
- ロッカールーム - 2室
- シャワールーム

### サッカー場
- ピッチA - 天然芝 アルビレックス新潟専用練習場
- ピッチB - 天然芝
- ピッチC - 天然芝
- ピッチD - 人工芝ハイブリッドターフ 照明設備（2017年4月より）
- ピッチE - 人工芝ハイブリッドターフ 照明設備 外側に400mトラック
- ピッチF - 人工芝ハイブリッドターフ 照明設備

### 陸上トラック
- 400mトラック - 4コース 直線部のみ6コース ピッチEの外側に設置

### フットサル場
- 屋根付きフットサルピッチ - 人工芝 照明設備

### 駐車場
- 第1駐車場 - 145台[1]
- 第2駐車場 - 700台[1]

### その他
- 多目的広場
- レストラン - 「オレンジカフェ」
- アルビレックス新潟クラブハウス
- アルビレックス新潟選手寮

## 交通
- JR白新線・佐々木駅より車で15分[1]
- 新潟交通 「免許センター」バス停より北へ徒歩約20分
- 聖籠エコミニバス 「新潟聖籠病院」バス停より北へ徒歩約25分
- 聖籠エコミニバス 「JAPANサッカーカレッジ」バス停より西へ徒歩約30分
- 日本海東北自動車道・聖籠新発田インターチェンジより車で15分[1]